# 阿育王傳
《阿育王傳》（Ashokavadana），又譯為阿育王經，佛教經典，本書記述阿育王之事蹟及優波毱多等人之因緣，約成書於公元二世紀，以梵文寫成，屬於十二分教中的阿波陀那（譬喻），被收入《天譬喻》（Divyāvadāna ）之中。有三個漢譯版本。
說一切有部的《大毘婆沙論》，大眾部末系的《分別功德論》，譬喻者馬鳴的《大莊嚴經論》，大乘中觀者龍樹的《大智度論》，都引用本傳，足以見其影響。

## 漢譯版本
阿育王傳，現存二種漢譯本：
1. 《阿育王傳》，共七卷，十一品，題安法欽譯（但其譯語不似西晉，又本書把阿育王譯為阿恕伽王，此見於北魏時的西域三藏吉迦夜之譯作）。
2. 《阿育王經》，梁天監年間，僧伽婆羅（Saṃghavarman）譯，共十卷，八品。記載阿育王事蹟，以及摩诃迦叶、優波鞠多等事。共分八品：生因缘、见优波笈多因缘、供养菩提树因缘、鸠那罗因缘、半庵摩勒施僧因缘、佛记优波笈多因缘、佛弟子五人传授法藏因缘、优波笈多弟子因缘。

《雜阿含經》二三、二五兩卷中雜有《阿育王傳》的內容，疑似是求那跋陀羅譯《無憂王經》的誤編。此外，又有《大阿育王經》，已失傳。《經律異相》、《諸經要集》、《法苑珠林》、《釋迦譜》中，保存了一些阿育王經或大阿育王經的佚文。